# Бланка Намюрская
Бланка Намюрская (фр. Blanche de Namur, норв. Blanka av Namur, швед. Blanka av Namur, лат. Blanca Namurcensis; около 1320, Намюр — 1363, Тёнсберг, Эстланд) — старшая дочь маркграфа Намюра Жана I из рода Дампьеров, в замужестве — королева Швеции и Норвегии.
Одна из самых известных средневековых шведских и норвежских королев. Вела активную политическую и общественную жизнь. В народной среде о ней были сложены многочисленные рассказы и песни.

## Биография

### Ранние годы
Бланка родилась в Намюрской крепости около 1320 года. Она была дочерью маркграфа Намюра Жана I из дома Дампьеров и его супруги Марии д’Артуа из дома д’Артуа — ветви династии Капетингов, дочери Филиппа д’Артуа, сеньора Конша, Нонанкура и Домфрона. По линии отца она вела происхождение от графов Фландрии, по линии матери — от королей Франции.
Бланш провела своё детство в замке Винендале, резиденции графов Фландрии, где получила образование, приличное принцессе.
Магнус Эрикссон, король Швеции и Норвегии, узнав о красоте дочери маркграфа Намюра, в июне 1334 года лично просил её руки. Ему ответили согласием. Обручённая принцесса отправилась в Швецию в августе 1335 года.

### Королева Швеции и Норвегии
Свадьба состоялась в октябре или начале ноября 1335 года, возможно, в замке Бохус. В качестве свадебного подарка от супруга Бланка получила провинции Тёнсберг в Норвегии и Лёдёсе в Швеции и замок Линдхольмен на острове Хизинген. В 1353 году она обменяла Тёнсберг на Бохус, Марстранд, Эльфсиссель, Ранрике и Боргарсиссель.
24 июня (или 21 июля) 1336 года в Великой церкви в Стокгольме Бланка была коронована как королева Норвегии, Швеции и Сконе . В следующем году она родила своего первенца.
Правление её мужа пришлось на время экономической и политической нестабильности в обоих королевствах. В 1355 году их старший сын, Эрик, который должен был наследовать трон Швеции, узнав, что его младший брат Хакон уже стал королём Норвегии, совершил государственный переворот. Он узурпировал власть в Швеции и начал готовиться к войне с Данией, но внезапно умер при загадочных обстоятельствах. Появились слухи, что его, вместе с женой, отравила мать.
Современные источники указывают, что королева Бланка была не только мудрой, но и красивой женщиной. Однако не сохранилось ни одного её прижизненного изображения. На собственной печати королевы на документе 1346 года изображена женщина, одетая в длинное платье без пояса, со скипетром в правой руке и короной на голове. Бланка Намюрская привила шведскому королевскому двору вкус к искусству, содержа придворных поэтов и художников. Некоторое время фрейлиной королевы была знаменитая святая Бригитта Шведская.

### Смерть
Вскоре после свадьбы младшего сына в апреле 1363 года, королева Бланка умерла, предположительно в Тёнсберге. Точное время её смерти, как и место погребения до сих пор не установлено. Согласно завещанию, королеву должны были похоронить в аббатстве Вадстена.

## Брак и потомство

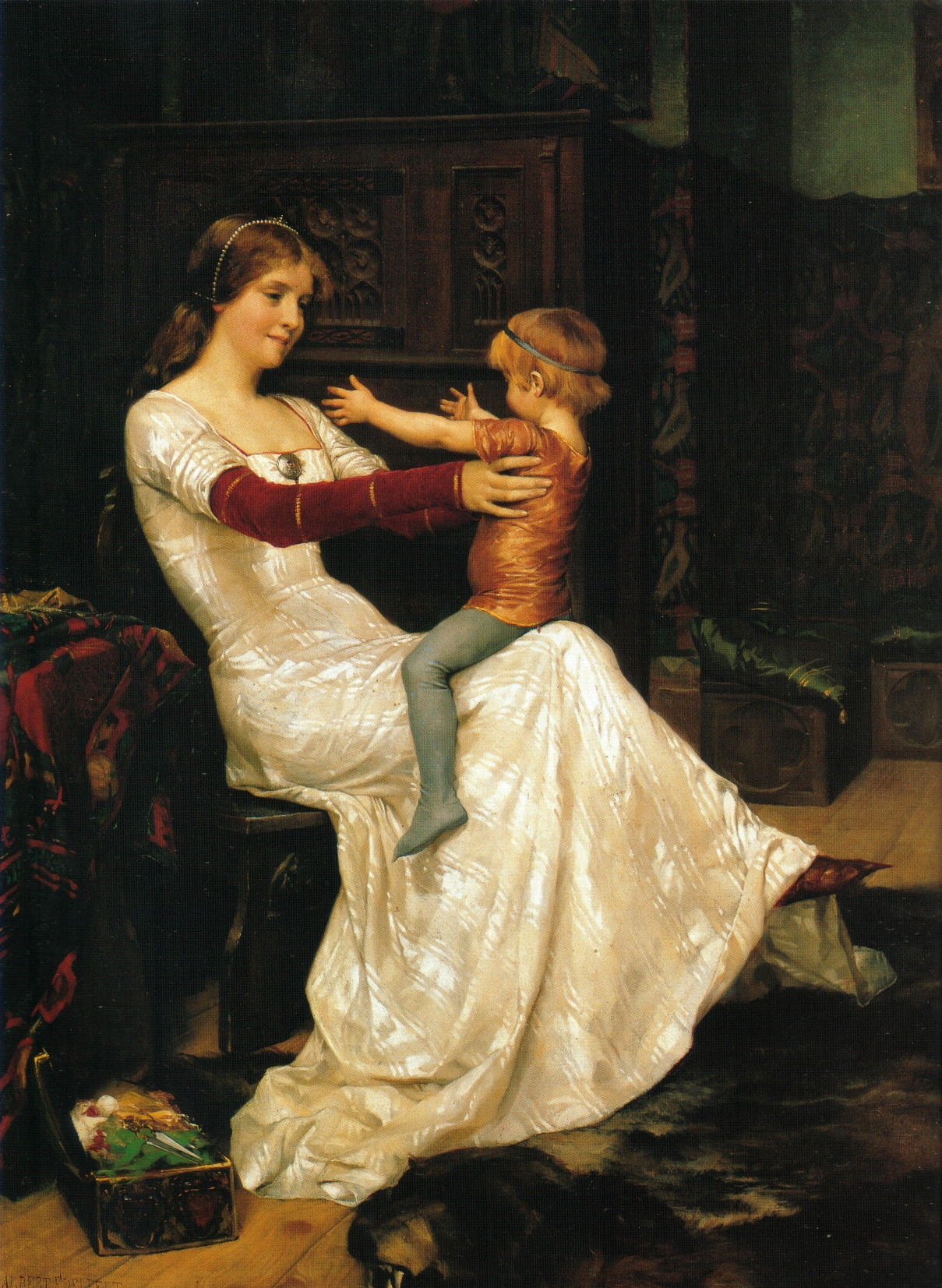
А. Эдельфельт. «Королева Бланка» (1877).

В октябре — начале ноября 1335 года Бланка Намюрская вышла замуж за Магнуса Эрикссона (1316 — 1.12.1374) из дома Фолькунгов, короля Швеции под именем Магнуса II и короля Норвегии под именем Магнуса VII, сына Эрика Магнуссона, герцога Сёдерманландского и принцессы Ингеборги Норвежской. В этом браке родились пятеро детей. Три дочери, неизвестные по имени, умерли во младенчестве и похоронены в аббатстве Ас. Выжили только два сына:
- принц Эрик Шведский и Норвежский (1339 — 21.06.1359), будущий король Швеции под именем Эрика XII, в 1356 году сочетался браком с принцессой Беатрисой Баварской (1344 — 25.12.1359), дочерью Людовика IV, императора Священной Римской империи;
- принц Хакон Шведский и Норвежский (1340 — 11.09.1380), будущий король Швеции под именем Хакона II и король Норвегии под именем Хакона VI, в 1363 году женился на принцессе Маргарите Датской (1353 — 28.10.1412), дочери короля Дании Вальдемара IV Аттердага.

## В культуре
Одна из шведских детских народных песен «Rida, rida ranka hästen heter Blanka» (Вези, вези на коленке лошадка по имени Бланка) вдохновила Альберта Эдельфельта на написание известной картины «Королева Бланка» (1877). На ней королева изображена катающей на коленке своего младшего сына Хакона.
Имя королевы «Бланка Намюрская» носит известное бельгийское пшеничное пиво компании Брассери дю Бок.